# Koinothrix
Koinothrix là một chi nhện trong họ Linyphiidae.